# Wenden-Thune-Harxbüttel
Wenden-Thune-Harxbüttel ist ein Stadtbezirk (Nr. 323) Braunschweigs, der die nördlich gelegenen Stadtteile umfasst. Zusammen mit den Stadtbezirken Veltenhof-Rühme und Lehndorf-Watenbüttel bildet Wenden-Thune-Harxbüttel den Gemeindewahlbezirk 32. Die Gesamteinwohnerzahl beträgt 6.388.

## Geografie
Ortsteile
Im Stadtbezirk Wenden-Thune-Harxbüttel liegen folgende Ortschaften:
- Harxbüttel
- Thune
- Wendebrück*
- Wenden

Verkehr
Südlich von Wenden-Thune-Harxbüttel verläuft die Autobahn 2 (Hannover – Berlin). Östlich geht die Braunschweiger Stadtautobahn A 391 in die B 4 Richtung Gifhorn über.
Der Mittellandkanal trennt außerdem die Teile Wenden und Thune voneinander. Im Osten befindet sich ein Hafen, der bis Ende 2009 als Umschlagplatz für Öl zur Versorgung der Tankstellen in der Region mit Diesel und Benzin diente.
Der Betriebsbahnhof Wenden-Bechtsbüttel liegt an der Bahnstrecke Braunschweig–Wieren. An Wochenenden fahren gelegentlich Museumsbahnen.
Stattdessen ist Wenden über die Straßenbahnlinie 1 im 10-Minuten-Takt an die Innenstadt und den Braunschweiger Hauptbahnhof angebunden. Die Anbindung von Thune und Harxbüttel an die Linie 1 erfolgt über die Linie 434 und das Regionalbusnetz der Verkehrsgesellschaft Landkreis Gifhorn (VLG).

## Politik
Stadtbezirksrat
Der Stadtbezirksrat Wenden-Thune-Harxbüttel hat neun Mitglieder und setzt sich seit 2011 wie folgt zusammen:
- CDU: 4 Sitze
- SPD: 3 Sitze
- Grüne: 1 Sitz
- BIBS: 1 Sitz

Bezirksbürgermeister
Bezirksbürgermeister des Stadtbezirks Wenden-Thune-Harxbüttel ist Hartmut Kroll (SPD).
Statistische Bezirke
Der Stadtbezirk setzt sich aus folgenden statistischen Bezirk zusammen:
- (Nr. 61) Wenden
- (Nr. 62) Harxbüttel
- (Nr. 63) Thune

Wappen
Die drei Stadtteile haben eigene Stadtteilwappen.

Harxbüttel
Thune
Wenden

## Persönlichkeiten
- Adolf Kalberlah, Ehrenbürger der Gemeinde Thune
- Otto Seilkopf, Ehrenbürger der Gemeinde Thune
- Robert Wichmann, Ehrenbürger der Gemeinde Thune